# Église Saint-Germain-l'Écossais d'Amiens
Pour les articles homonymes, voir Église Saint-Germain.
L'église Saint-Germain-l'Écossais est une église catholique située à Amiens, en France. C'est, après la Cathédrale Notre-Dame d'Amiens et l'église Saint-Leu d'Amiens, la plus ancienne église de la ville. Elle a été desacralisée et est actuellement fermée au public car elle est dangereuse. Des travaux de restauration vont être entrepris dans les années à venir.

## Histoire du monument
La mention la plus ancienne de l'existence d'une église dédiée à Saint Germain le Scot à Amiens remonte à 1131. L’église actuelle a été construite, pour l'essentiel, entre 1455 et 1490, après la Guerre de Cent Ans avec le retour de la prospérité. En 1470 et 1471, des lettres patentes du roi Louis XI autorisèrent l'agrandissement de l'église ; les travaux commencèrent en 1478 et se prolongèrent jusqu'en 1487. Les échoppes construites le long de l'édifice furent supprimées en 1854. En 1582, la couverture en tuiles du clocher fut remplacée par des ardoises. Le clocher fut alors surmonté d'un comble en charpente. Le bas-côté nord fut agrandi vers 1550. 
Plusieurs confréries avaient leur siège dans l'église Saint-Germain, telle la Confrérie du Port. 
Le bâtiment fut endommagé lors du siège d'Amiens, en 1597. La restauration de l'église fut terminée en 1604.
De 1855 à 1877 l´architecte communal de la ville, Louis Henry Antoine, procéda à une restauration profonde de l'église : les voûtes déformées furent presque entièrement refaites, en réemployant les clefs et les nervures d´origine, quelques clefs étant refaites ; les piliers du chœur et de la nef furent repris. Les murs intérieurs furent entièrement ravalés. La peinture murale de saint Nicolas fut déplacée de la première travée du bas-côté nord du chœur, sous l´appui d´une fenêtre, dans la chapelle où se trouvait la Mort de Marie ; elle fut restaurée par Désiré Le Tellier.
À l´extérieur, les pinacles qui ornaient les contreforts et les balustrades furent remplacés ; plusieurs arcs-boutants furent refaits ; des tirants de fer furent installés pour éviter l´écartement des voûtes ; les remplages furent refaits sur plusieurs fenêtres. L'inclinaison du clocher ayant provoqué un effondrement entre le clocher et l´église, celui-ci fut comblé. La tour-clocher fut en partie refaite (partie haute, ouvertures, flèche en charpente). Vers 1878, on sculpta les armes des papes Pie IX et Léon XIII sur les ventaux du portail occidental. 
L'édifice fut classé au titre des monuments historiques en 1906.
L´église fut endommagée en 1918 à la fin de la Première Guerre mondiale, lors des bombardements allemands. Elle fut plus cruellement touchée pendant la Seconde Guerre mondiale, lors du bombardement allemand du 19 mai 1940 : un incendie détruisit le pignon sud et une grande partie du mobilier. La restauration de l'édifice fut longue, elle s'échelonna de 1957 à 1992 (chaînage des murs en béton armé, réfection des arcs-boutants, de la couverture, des fenestrages, du dallage, du clocher).

## Architecture et décoration

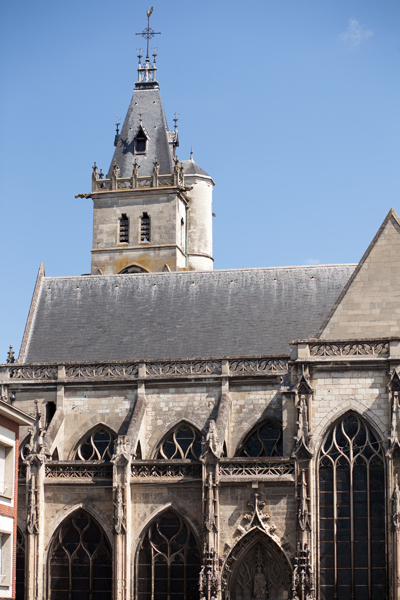

Son clocher, fortement incliné vers le nord, lui vaut aujourd'hui le surnom de « La petite Pise de Picardie »[réf. nécessaire].
L'église Saint-Germain est de style gothique flamboyant. Le plan de la construction est celui d'une croix latine. Le clocher penché surmonté une haute toiture à pavillon, typique de la région, donne à l'édifice son côté insolite.
Le bâtiment est formé de trois nefs, sur croisées d'ogives simples, les clefs de voûte sont décorées. L'église conserve un certain nombre d’œuvres d'art protégées en tant que monuments historiques au titre d'objets.
La mise au tombeau en pierre polychrome dorée datant de 1506 fut donnée à l'église par Pierre Le Coustellier (œuvre mutilée).
On remarque, en outre, la présence d'un certain nombre de statues du XVIe siècle : 
- Christ de Pitié en pierre (XVIe siècle) ;
- Christ en croix en bois polychrome (fin XVIe siècle) ;
- Saint Nicolas (XVIe siècle) ;
- Sainte Catherine (XVIe siècle).

- Six chandeliers de style Louis XVI seraient l'œuvre de Louis Duthoit, père des frères Duthoit.

- L'autel de la Vierge avec la statue de la Vierge à l'Enfant, un bas-relief de la Passion, sont l’œuvre de Louis Duthoit et de Viollet-le-Duc (1867).

La fresque des Actes de Saint Nicolas datant de 1584, offerte par la Confrérie du Port, et classée monument historique en 1907, a aujourd'hui disparu.

## Pour approfondir